# Postmenstruele leeftijd
De postmenstruele leeftijd (PML) is de leeftijd van een (ongeboren) kind gemeten vanaf de eerste dag van de laatst plaatsgevonden menstruatie. 
Tot aan de bevalling staat de postmenstruele leeftijd gelijk aan de gestatieleeftijd van de moeder, de zwangerschapsduur, meestal uitgedrukt in weken. De postmenstruele leeftijd wordt echter ook na de geboorte nog gebruikt voor de schatting van verschillende risicofactoren in plaats van de leeftijd na geboorte, de zogenaamde chronologische leeftijd. Zo is de postmenstruele leeftijd een betere voorspeller voor het risico op intraventriculair hematoom (IVH) bij premature baby's die behandeld worden met extracorporele membraanoxygenatie (ECMO).
In de gynaecologie en de vroedkunde gold dat men de voortgang van de zwangerschap meet in aantal weken plus dagen sinds de eerste dag van de laatste menstruatie (LM), die meestal exacter was vast te stellen dan met de veronderstelde datum van bevruchting, de embryonale leeftijd. In 40% van de gevallen is echter ook deze menstruatiedatum niet vast te stellen of onbetrouwbaar. Bij natuurlijke bevruchting wordt de postmenstruele leeftijd bij de beschikbaarheid van echografie tegenwoordig bepaald door de termijnbepalingsecho. In Nederland stelt NVOG in 2011 dat datering aan de hand van de menstruatie wordt verlaten.

## Zwangerschapsduur
Uitgaande van de postmenstruele leeftijd vindt de bevalling plaats na gemiddeld 40 weken. Dat is dus gemiddeld 38 weken na de bevruchting. Een zwangerschapsduur tussen 37 en 42 weken wordt als normaal beschouwd. De periode van 37 tot 42 weken wordt de "à terme periode" genoemd.
Als de baby geboren wordt na een zwangerschap korter dan 37 weken, spreekt men volgens de definitie van de WHO van een vroeggeboorte. Wanneer een zwangerschap spontaan voor de 22e zwangerschapsweek eindigt, spreekt men van een miskraam. 

## Berekeningswijze

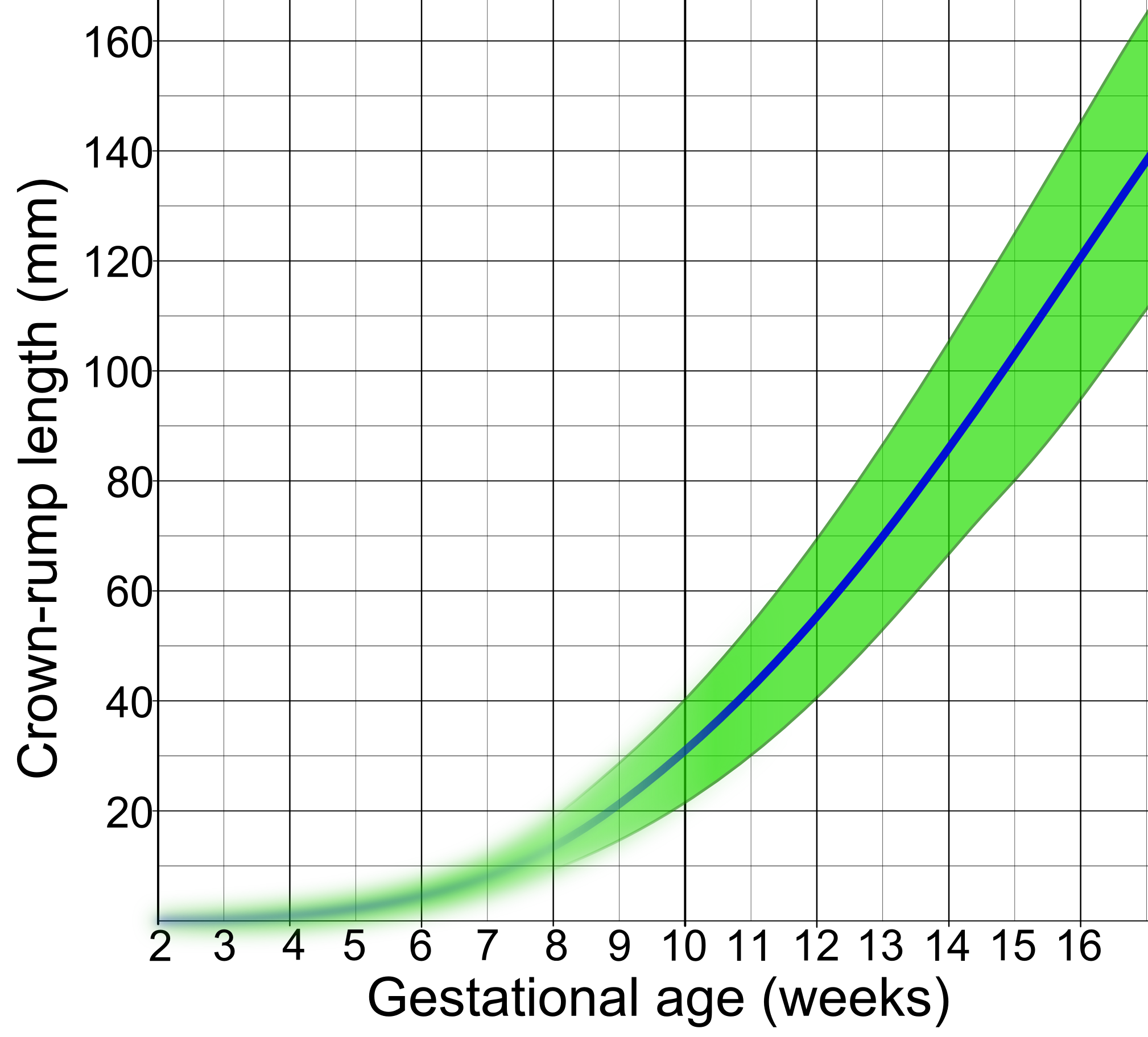
Curve met de postmenstruele leeftijd ('gestational age') en de lengte van hoofd en romp CRL ('crown-rump length')

De post-menstruele leeftijd kan geschat worden met behulp van volgende methoden:
- Directe berekening van het aantal dagen sinds de laatste menstruatie

- Bij de echo wordt de postmenstruele leeftijd uitgerekend aan de hand van de kop-romplengte ((en) crown-rump length (CRL)) of de hoofdomtrek ((en) head circumference (HC)) van de foetus. Deze afmetingen worden gelegd op een referentiecurve van zwangerschappen. Deze metingen geven als ze plaatsvinden tussen de 10 en 12 weken zwangerschap een veel betrouwbaarder resultaat dan de menstruatiedatum.[3] Wanneer deze berekende leeftijd verschilt van die berekend vanaf de laatste menstruatie, zal men toch deze van de echoscopie gebruiken tijdens het verdere verloop van de zwangerschap.[4] In latere fase kan de transversale cerebellaire diameter (TCD) gebruikt worden.[3]

- Bij kunstmatige bevruchting (in-vitrofertilisatie) wordt de postmenstruele leeftijd vastgesteld op twee weken voor de bevruchting.[5] De post-menstruele leeftijd kan tot slot ook geschat worden met de datum van ovulatie.[6]

- De post-menstruele leeftijd kan ook geschat worden door het berekening van de dagen sinds de ovulatie en hier 14 dagen bij te tellen.[6]

### Details
Een volledig overzicht van methoden wordt gegeven in volgende tabel:
| Methode om menstruele leeftijd te schatten                                                                         | Variatie (2 standaarddeviaties, 95% betrouwbaarheidsinterval) |
| --- | ------------------------------------------------------------- |
| Aantal dagen vanaf oöcyt afhaling of co-incubatie bij in-vitrofertilisatie + 14 dagen                              | ±1 dag                                                        |
| Aantal dagen vanaf ovulatie-inductie + 14 dagen                                                                    | ±3 dagen                                                      |
| Aantal dagen vanaf kunstmatige inseminatie + 14 dagen                                                              | ±3 dagen                                                      |
| Aantal dagen vanaf enkelvoudige geslachtsgemeenschap + 14 dagen                                                    | ±3 dagen                                                      |
| Aantal dagen sinds de geschatte ovulatie gebaseerd op basale lichaamstemperatuur + 14 dagen                        | ±4 dagen                                                      |
| Lichamelijk onderzoek van de zwangere vrouw tijdens het eerste trimester                                           | ±2 weken                                                      |
| Lichamelijk onderzoek tijdens het tweede trimester                                                                 | ±4 weken                                                      |
| Lichamelijk onderzoek tijdens het derde trimester                                                                  | ±6 weken                                                      |
| Echografie tijdens het eerste semester, gebaseerd op de lengte van hoofd + romp (CRL), gemeten van kruin tot stuit | ±8% van de schatting                                          |
| Echografie tijdens het tweede en derde semester, gebaseerd op hoofdomtrek (HC) en femur lengte (FL)                | ±8% van de schatting                                          |

De volgende diagrammen worden gebruikt voor de schatting van de menstruele leeftijd vanaf verschillende parameters, af te leiden uit een echografie.

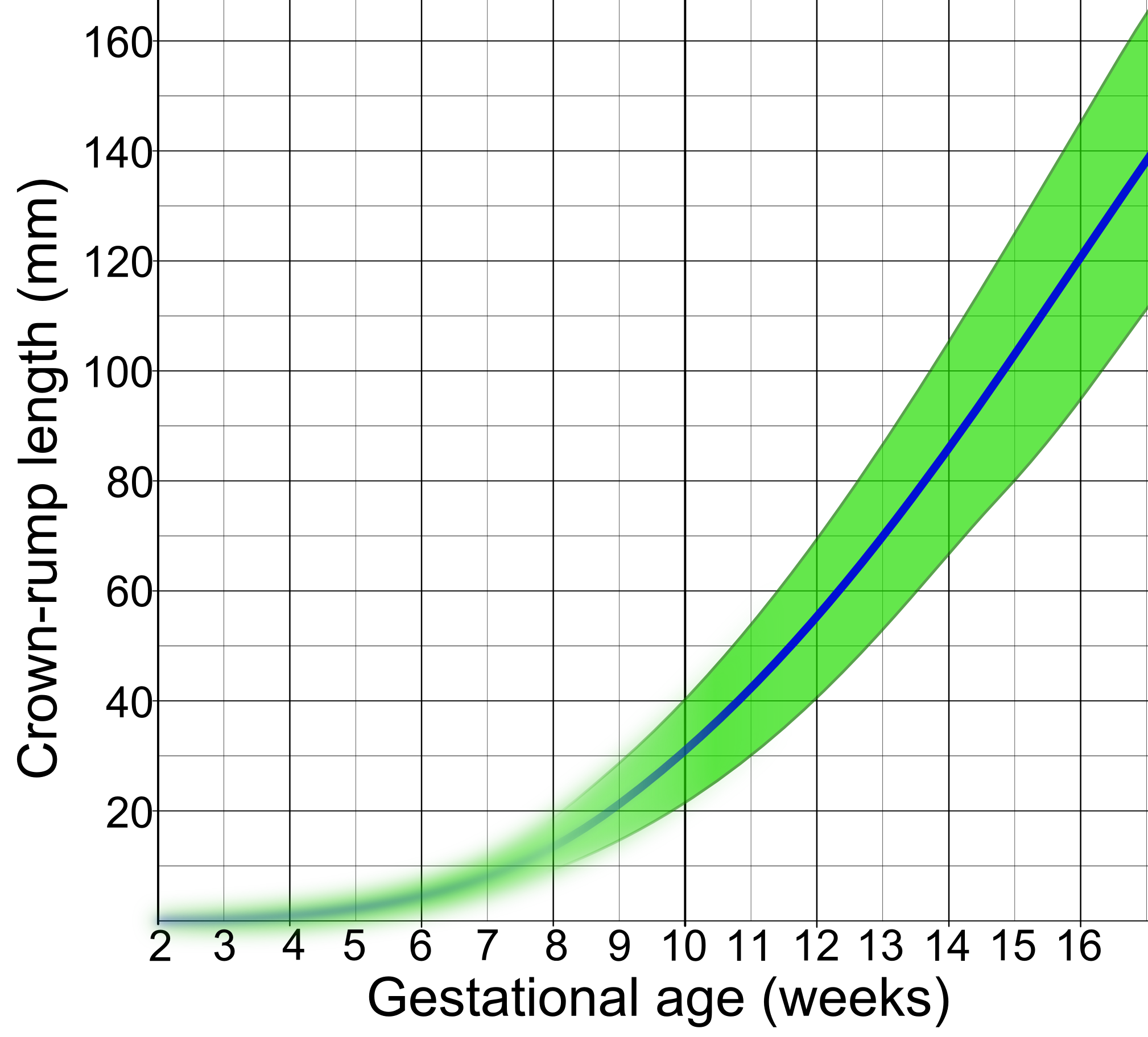
Afleiding van de draagtijd (GA) vanaf de lengte van hoofd + romp (crown-rump length, CRL)
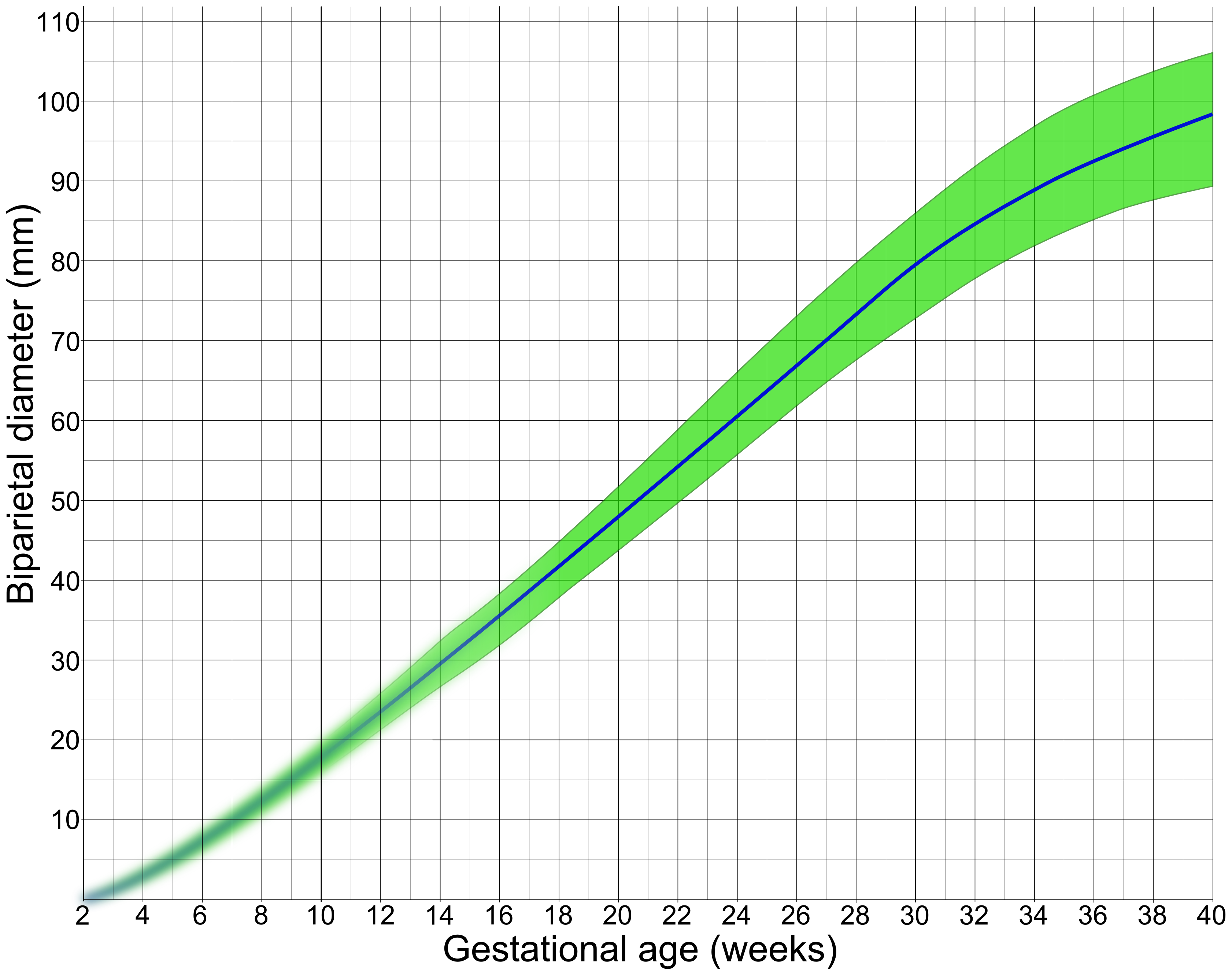
Afleiding van de draagtijd (GA) vanaf de breedte van de schedel (biparietale diameter, BPD)

## Leeftijd sinds conceptie of foetale leeftijd
Binnen de zwangerschapsduur wordt een periode voorafgaand aan de bevruchting meegeteld. In de beschrijving van de prenatale ontwikkeling van een foetus gebruikt men eerder de leeftijd sinds de bevruchting. Deze leeftijd wordt vaak aangeduid als de embryonale leeftijd en later 'foetale leeftijd'. 